# Tadea de San Joaquín
Tadea García de la Huerta, mais conhecida como Sóror Tadea de San Joaquín (Santiago de Chile, 1755 - 1827), era uma freira e escritora do período colonial chileno ligado ao discurso confessional das mulheres indianas consagradas a religião presente nos claustros da América do Sul entre os séculos XVII e XIX. Cultivou o gênero poético.
Ao lado da epistolario da freira dominical Sóror Josefa de los Dolores e poemas de Juana Lopez e Sóror Úrsula Suárez, produção literária de Sóror Tadea é inserido entre os primeiros registros literários de mulheres em Chile. Seu trabalho titulado Relación de la inundación que hizo el río Mapocho de la ciudad de Santiago de Chile, en el Monasterio de Carmelitas, Titular de San Rafael de 1783 foi uma das primeiras publicações poéticas de uma mulher em Chile das que se tem registo, pelo que lha considera como a primeira literata feminina chilena.